# دنکا
دنکا (انگلیسی: Denka) شرکت صنایع شیمیایی ژاپنی است، که در سال ۱۹۱۵ تأسیس شد.